# Fredrik Sparre
Fredrik Sparre, född 2 februari 1731, död 30 januari 1803 på Åkerö slott, var en svensk greve till Åkerö, serafimerriddare, rikskansler och ämbetsman. Han tillhörde grevliga ätten Sparre nr 111.

## Biografi

Fredrik Sparre, avporträtterad 1795 i olja på duk av Lorens Pasch den yngre, format 144 x 109 cm. Sparre är iklädd riksrådsdräkt i vitt siden och riksrådsmantel (som kallades talar), och bär Serafimerordens kedja runt halsen samt Nordstjärneordens kommendörskors. Nationalmuseum, Gripsholmssamlingen.

Fredrik Sparre var son till Fredrik Henrik Sparre (1691–1764) av friherrliga ätten Sparre nr 11, och hans andra hustru Ulrika Maria Tessin (1694–1765, syster till Carl Gustaf Tessin), och var halvbror till Charlotta, Brita Christina, Carl och Gabriel Erik Sparre.
Hans morbror Tessin karakteriserade honom vid sex års ålder på följande vis: "Hans förstånd är rangerat, och i stället för att andra barn röra ihop allt vad man lär dem, lägger han var sak på sin plats och tar fram det som hör till ämnet så precis, att jag inte kan förstå, hur den, som gjort honom, kunnat spara ut så många lådor inom ett utrymme så trångt som hans lilla hjärna." Han påstods kunna hela Bibeln utantill och morbrodern trodde "att han blir biskop eller skolmagister, och att Sankte Per i sin barndom var likadan". Vid något äldre år, då Sparre studerade vid Uppsala universitet med sina kusiner, blev han det mönster som uppställdes för andra mindre välartade ungdomar.
Han ingick efter slutade studier och utrikes resor i kansliet, där han befordrades till kansliråd och 1773 till hovkansler. 1781 utnämndes Sparre till riksråd och samtidigt till guvernör för kronprinsen (sedermera kung Gustav IV Adolf). 1788 entledigades han på egen begäran från sistnämnda befattning, men kvarstod i rådet till dess upplösning 1789, varefter han förordnades till ledamot av Högsta domstolen.
Under den förmyndarregering som tog vid efter mordet på Gustav III ställdes Sparre med den återupplivade titeln rikskansler 1792 i spetsen för kansliet och utrikesärendena. I själva verket blev han ett tämligen viljelöst verktyg i händerna på hertig Karls, Gustav III:s bror Karl XIII, allsmäktige gunstling Gustav Adolf Reuterholm. Under slutet av förmyndarregeringen synes Sparre dock ha något frigjort sig från detta beroende. Han fick behålla sitt ämbete, även sedan kungen blivit myndig, och upphöjdes 1797 till greve, men något inflytande hade han inte vidare och nedlade sin höga värdighet i december 1797.
Sparres roll under förmyndarregeringen utsatte honom för de ogynnsamma omdömen, som drabbat dess mer framträdande personer överhuvud. I själva verket var han vida bättre än sitt rykte. Han var en rättrådig, plikttrogen och arbetsam man, något pedantisk och omständlig, men kunnig och erfaren. Dock saknade han nödig självständighet och skarpare omdöme. Hans olycka var att han ställdes på högre poster än hans förmåga berättigade till. Han hade ärvt sin morbroder Carl Gustaf Tessins litterära intressen och ägde grundlig bildning. Hans stil var dock tung och otymplig. Hans bästa eftermäle är dock hans intresse för lärdomen och vetenskapernas förkovran samt för den allmänna folkbildningens höjande. Sparre efterlämnade en vidlyftig och detaljerad dagbok, varav endast en del blivit utgiven. Den finns numera i Ericsbergs arkiv.
Han blev ledamot av Kungliga Vetenskapsakademien 1779, och den 20 mars 1786 blev han hedersledamot av Kungliga Vitterhets Historie och Antikvitets Akademien. Han var preses i Samfundet Pro Fide et Christianismo 1775.
Sparre avled på Åkerö slott och ligger tillsammans med flera ur Sparreätten begraven i Åkerögraven under det nuvarande altarkoret i Bettna kyrka.
Sparre upphöjdes till greve den 1 november 1797, och introducerades på Riddarhuset 1802 med nummer 111.
Fredrik Sparre var som rikskansler föremål för många skämt och elaka anekdoter. Hans Järta var upphovsman till följande skarpa epigram:
Från misstag ingen kunskap fredad är,
och matematiken själv kan fela:
Melanderhjelm vid sin Euklides svär,
att ingen del kan sluta in det hela –
men jag har sett i oeil de boeuf vår rikskansler.

## Familj
Fredrik Sparre gifte sig första gången den 29 oktober 1761 med sin syssling Brita Christina Sparre af Sundby (1741–1766), dotter till generalmajoren och överståthållaren greve Axel Wrede-Sparre och grevinnan Christina Margareta Augusta Törnflycht. Med henne fick han två barn.
Andra gången gifte han sig den 13 juli 1784 på Penningby med friherrinnan Sigrid Charlotta Wrede af Elimä (1763–1828), dotter till generalen friherre Fabian Casimir Wrede och dennes första fru friherrinnan Catharina Charlotta född Fleming af Liebelitz. Med henne fick han 4 barn.

### Barn
Barn i första giftet med Brita Christina Sparre.
- Ulrika Augusta, född 6 oktober 1762, död 28 april 1792 på Nynäs. Gift 26 oktober 178 i Stockholm med majoren friherre Carl Reinhold Wrangel af Sauss.
- Ebba Maria, till Åkerö. Född 2 mars 1764, död 5 april 1837 i Stockholm. Gift 1 juli 1803 på Åkerö med hovmarskalken Fredrik Fabian Montgomery i adelsätten Montgomery.

Barn i andra giftet med Sigrid Charlotta Wrede.
- Sixten Carl, född 12 januari 1786 i Stockholm, död ung.
- Gustaf Adolf, född 17 mars 1787 i Stockholm. Kanslist vid kanslistyrelsen 6 april 1810. Död ogift 27 februari 1812 på Serafimerlasarettet i Stockholm till följd av ett pistolskott, vilket han den 21 januari själv tillfogat sig ej långt från Hagalund utanför Norrtull.
- Ottiliana Catharina Matilda, född 10 februari 1793 i Stockholm. Hovfröken hos änkedrottningen Sofia Magdalena. Död 24 januari 1874 i Sala. Gift 27 juni 1816 i Nyköping med kammarherren greve Lorentz Johan Creutz.
- Stanislava Charlotta Augusta, född 7 augusti 1794, död ogift 22 maj 1827 i Nyköping.

## Galleri

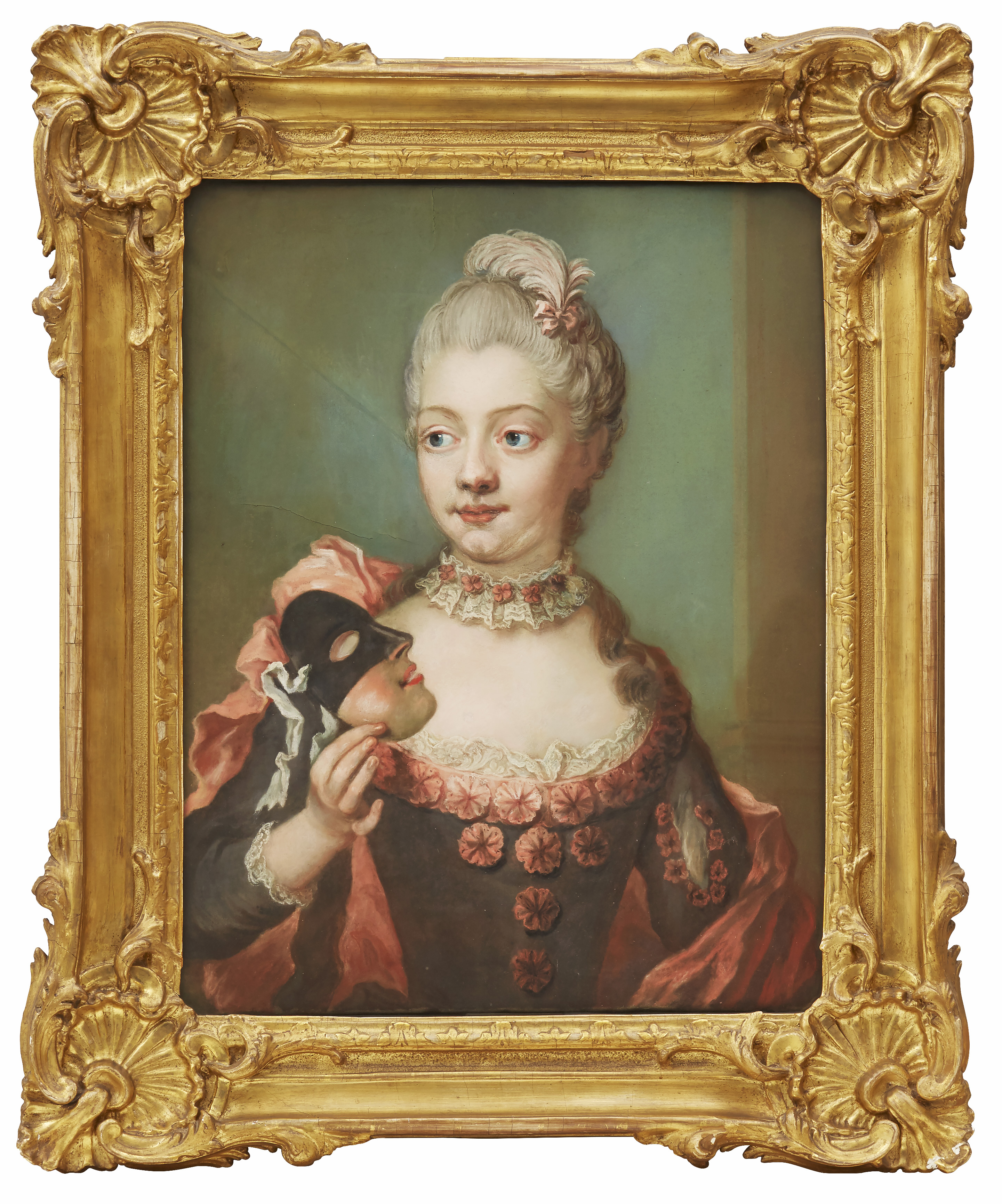
Sparres första fru, Brita Christina Sparre. Avporträtterad av Gustaf Lundberg 1765.
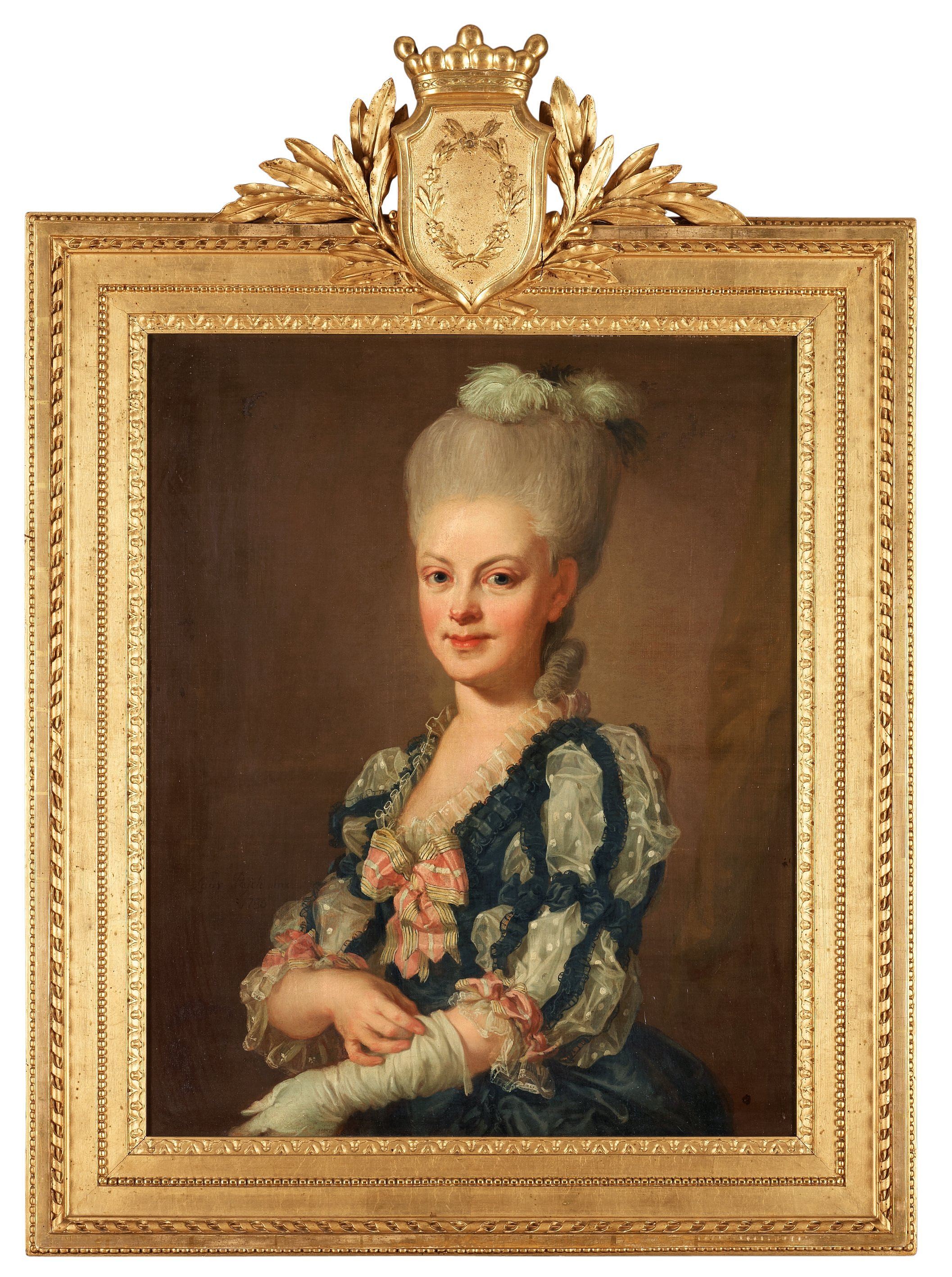
Sparres andra fru Sigrid Charlotta Wrede af Elimä, dotter till Fabian Casimir Wrede. Iklädd Nationella dräkten på en målning från 1780 av Lorens Pasch den yngre.
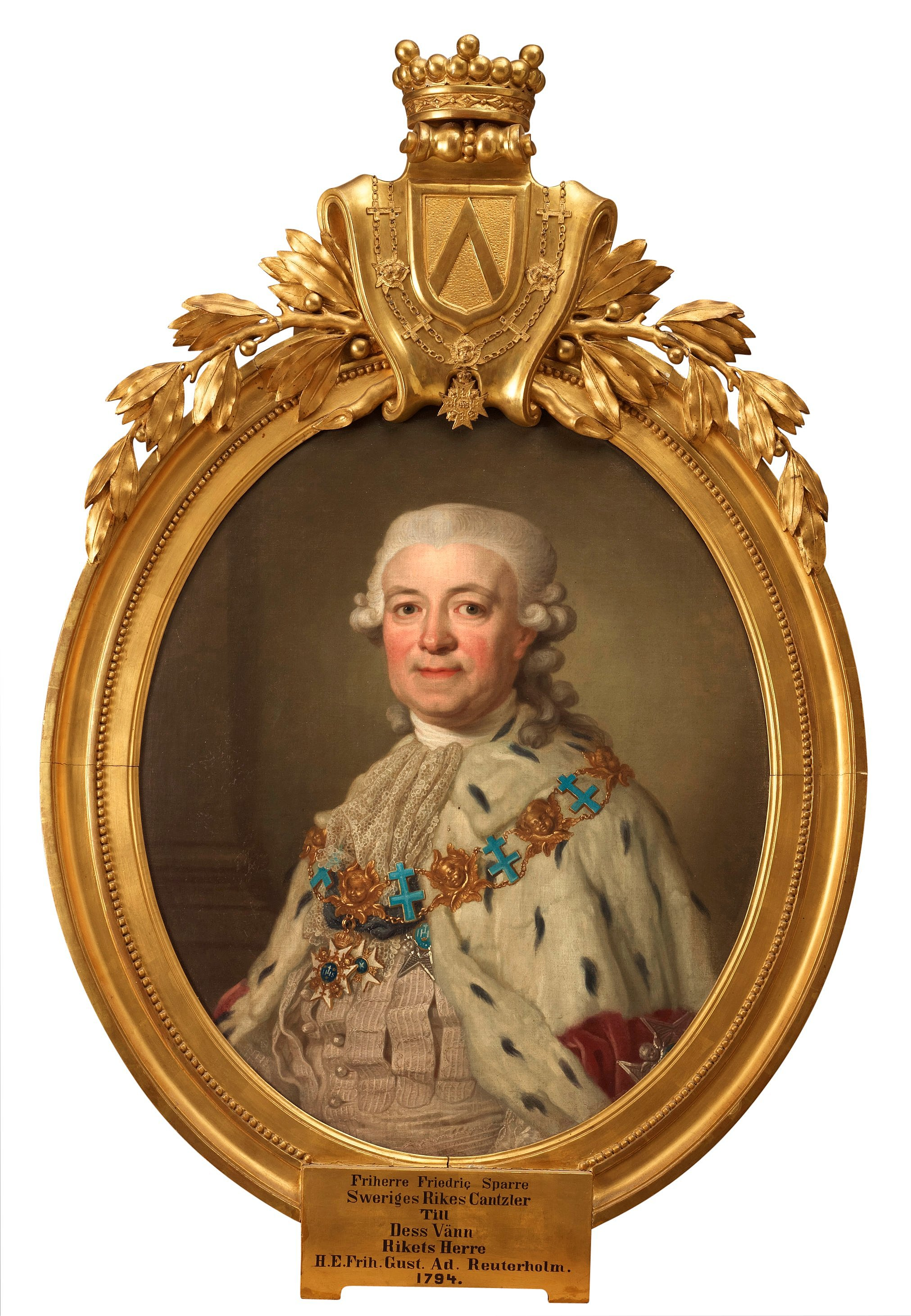
Sparre iklädd riksrådsdräkt i vitt siden och riksrådsmantel (som kallades talar), samt bärandes runt halsen Serafimerordens kedja samt Nordstjärneordens kommendörskors. Målning från 1700-talet av Lorens Pasch den yngre. Den ovala guldramen kröns av Sparres vapen och en krona.

## Utmärkelser
- Kommendör av Nordstjärneorden,  1776
- Kungliga Serafimerorden,  1 september 1782

[Redigera Wikidata]